# Auguste Clésinger
Auguste Clésinger (ur. 22 października 1814 w Besançon, zm. 5 stycznia 1883 w Paryżu) – francuski rzeźbiarz i malarz.
Rzeźbił głównie marmurowe i gipsowe popiersia oraz historyczne, alegoryczne i mitologiczne posągi.
W 1846 roku poznał George Sand, Fryderyka Chopina oraz Solange (córkę George Sand), którą poślubił w Nohant 19 maja 1847 roku za aprobatą jej matki, a ku niezadowoleniu Chopina. Jednak w niedługim czasie nowożeńcy poróżnili się z George i jej synem Maurycym, w efekcie czego zostali wyrzuceni z Nohant. Solange zwróciła się o pomoc do Chopina w tej trudnej dla niej i Clésingera sytuacji, Chopin im tej pomocy udzielił, co w efekcie przyczyniło się do rozpadu jego związku z George Sand. 
Od śmierci Fryderyka Chopina do wiosny 1850 roku Clésinger wykonał około 17 prac poświęconych kompozytorowi. Auguste Clésinger jest autorem pomnika nagrobnego Fryderyka Chopina, który znajduje się na cmentarzu Père-Lachaise w Paryżu.